# Bán đảo Hel

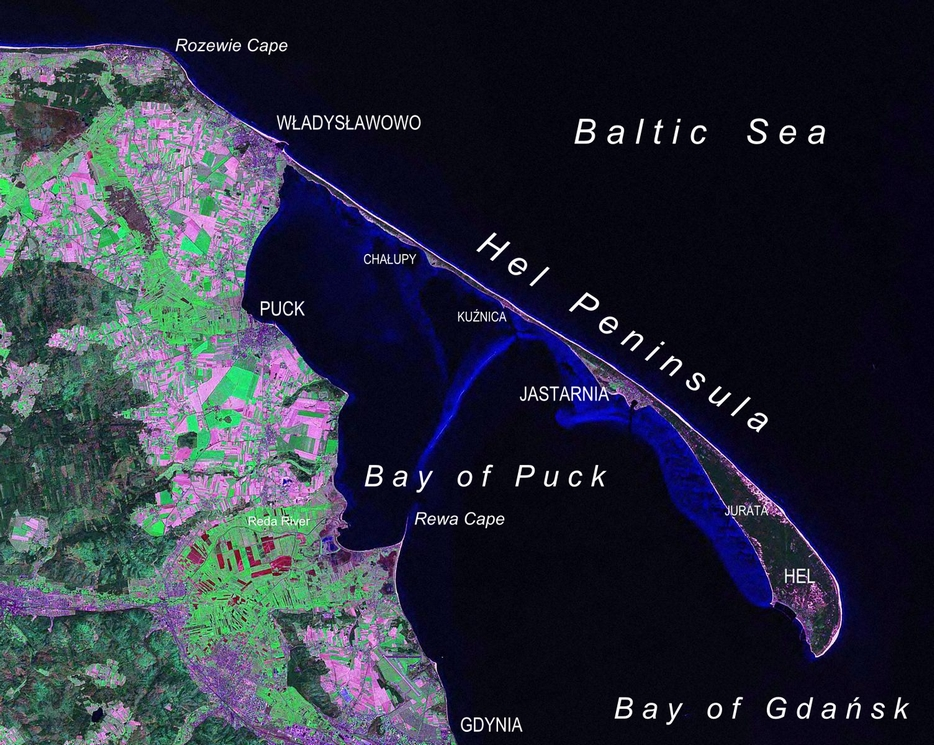
Bán đảo Hel nhìn từ vệ tinh Landsat năm 2000

Bán đảo Hel (listenⓘ; tiếng Ba Lan: Mierzeja Helska, Półwysep Helski; Kashubian; tiếng Đức: Halbinsel Hela hay Putziger Nehrung) là một bán đảo cát dài 35 km ở phía bắc Ba Lan ngăn cách Vịnh Puck với Biển Baltic mở. Nó nằm ở Puck County của Pomeranian Voivodeship.

## Tên
Tên của bán đảo có lẽ xuất phát từ tiếng Ba Lan cổ "hyl/hel" có nghĩa là nơi trống rỗng, tiếp xúc. Sự tương đồng với từ "địa ngục" và tên của nữ thần Bắc Âu Hel là sự trùng hợp. 

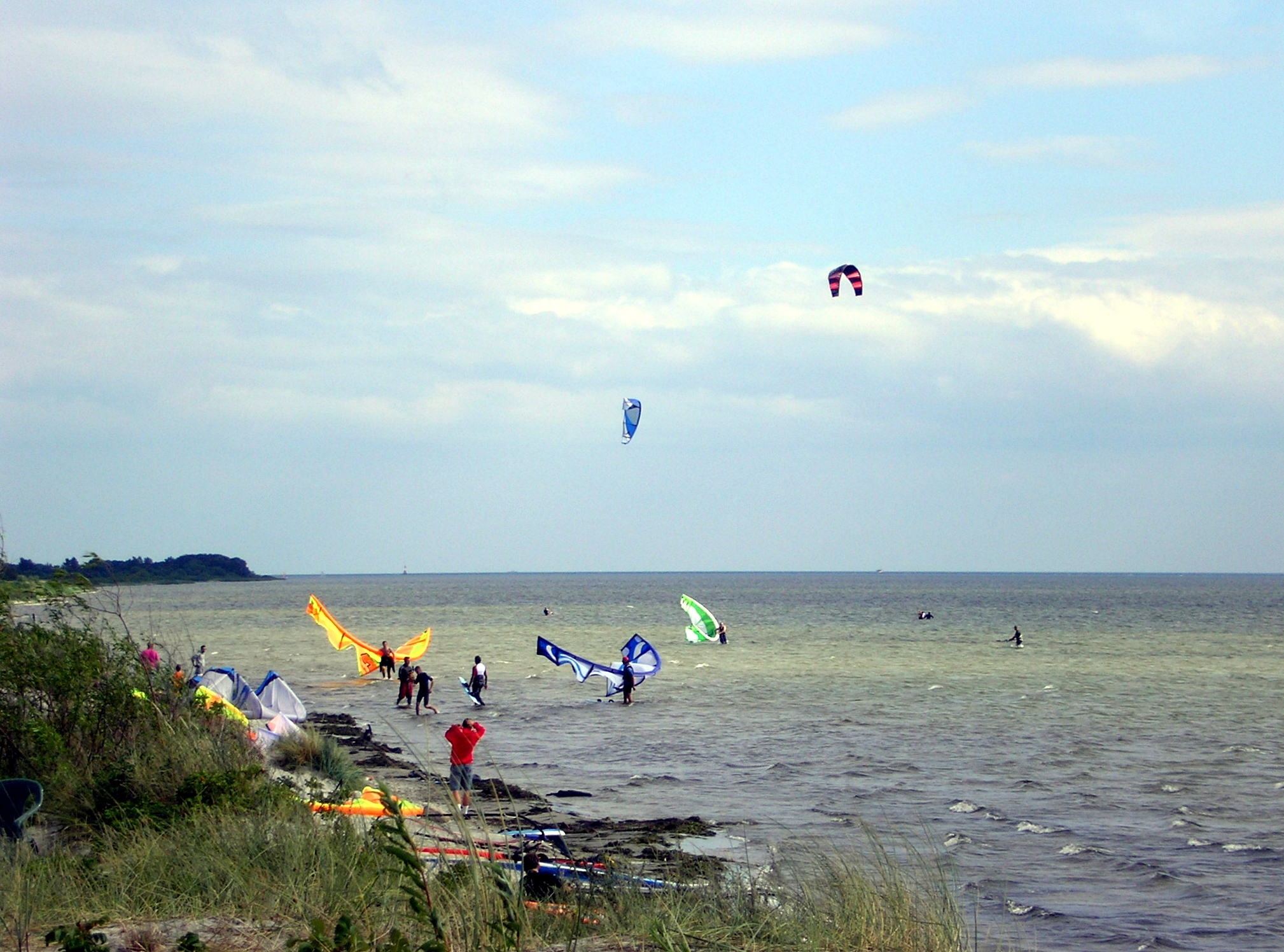
Lướt ván diều, Bán đảo Hel

Vận chuyển bằng xe buýt trên bán đảo được thực hiện chỉ bằng một tuyến - vô tình số của nó là 666. Bởi vì tên của nơi này nghe có vẻ giống từ tiếng Anh "hell", sự trùng hợp này là một lý do cho nhiều trò đùa.

## Địa lý

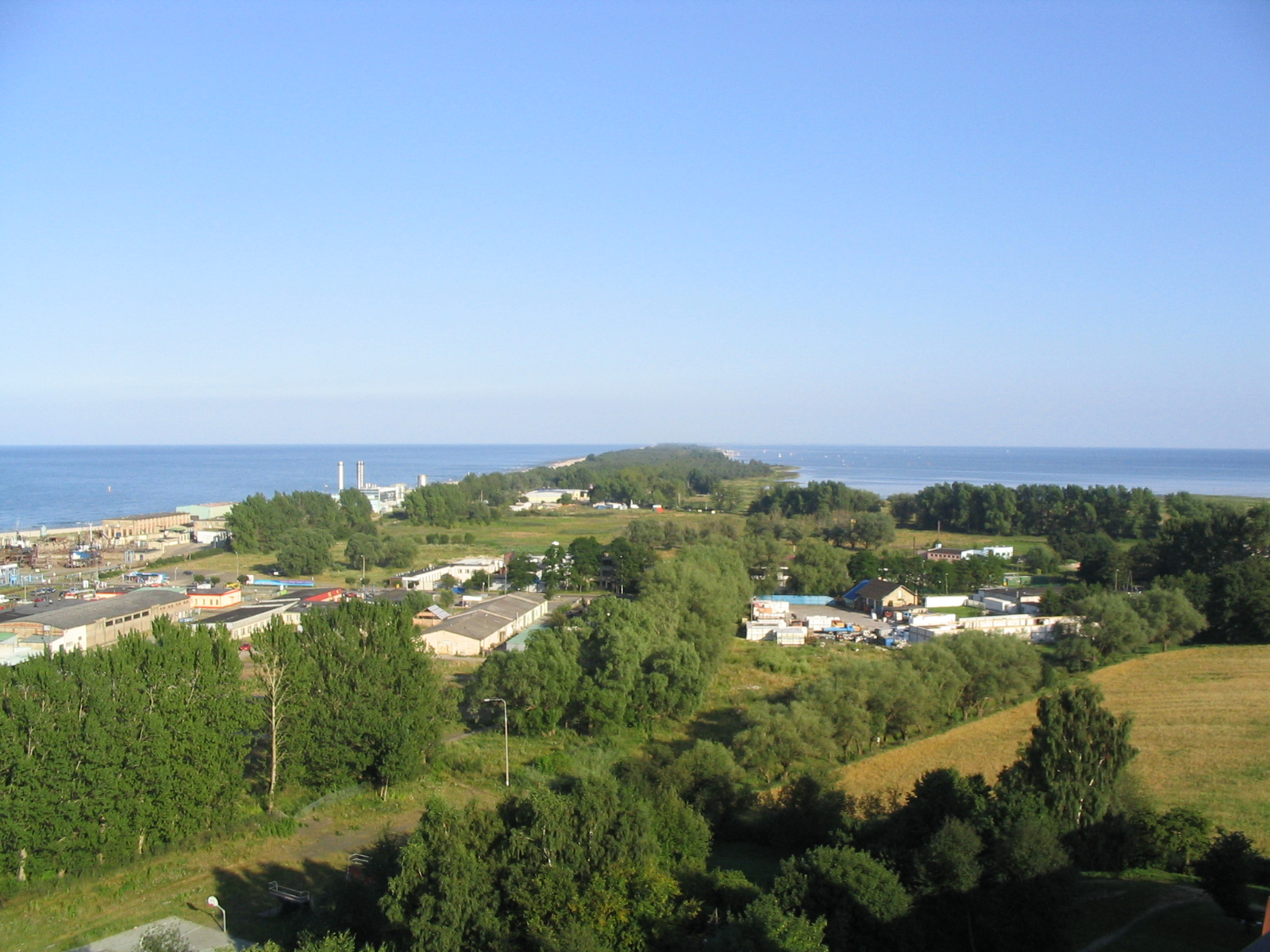
Bán đảo Hel nhìn từ tòa nhà cao nhất ở Władysławowo

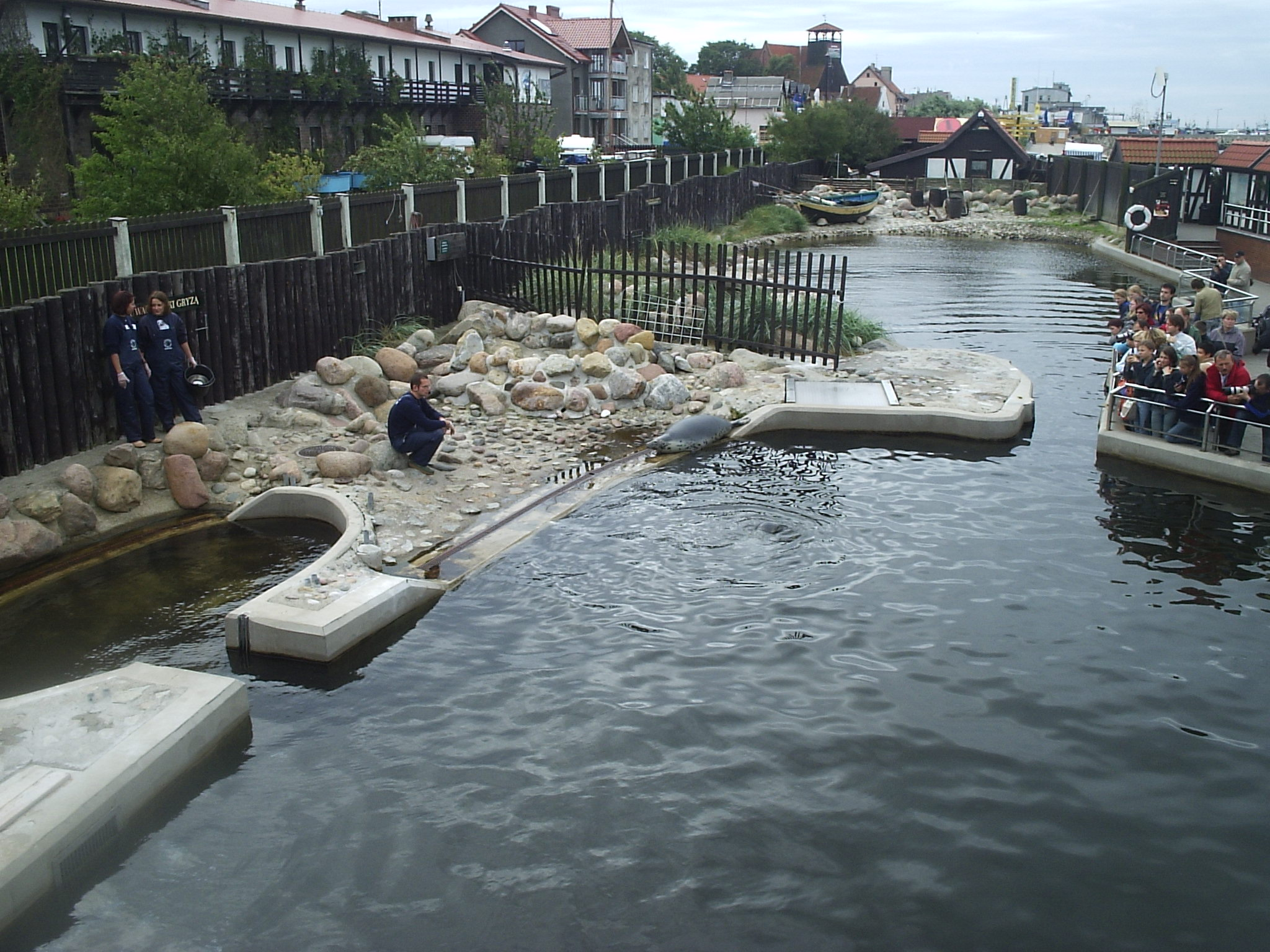
Con dấu tại Viện Hải dương học

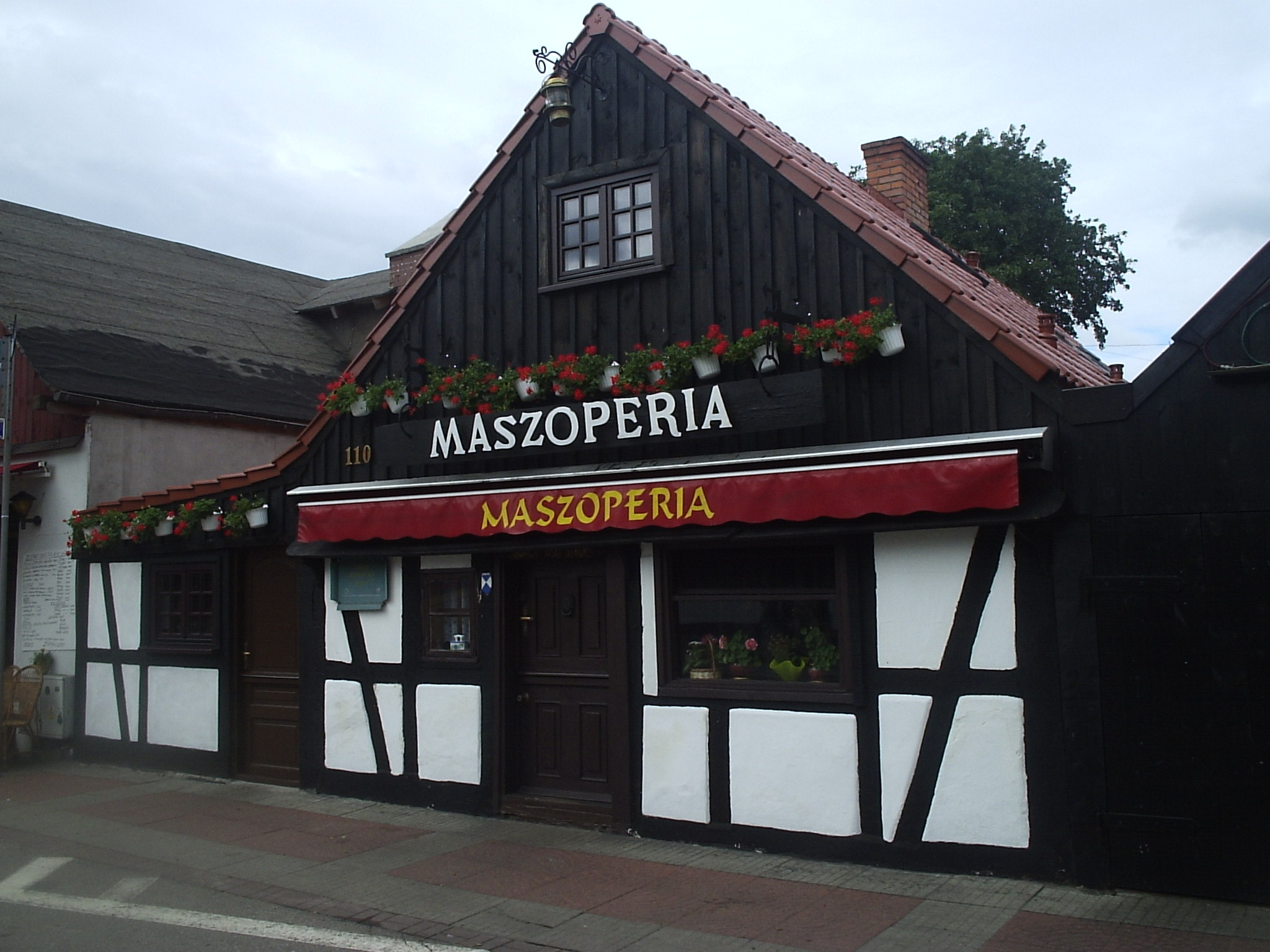
Nhà gỗ từ khoảng năm 1850, nay là một nhà hàng

Chiều rộng của bán đảo thay đổi từ khoảng 300 m gần Jurata, qua 100 m ở phần hẹp nhất đến hơn 3 km ở đỉnh. Do bán đảo được hình thành hoàn toàn bằng cát, nên nó thường xuyên bị biến thành một hòn đảo bởi những cơn bão mùa đông. Cho đến thế kỷ 17, bán đảo là một chuỗi các hòn đảo hình thành nên một dải đất chỉ trong mùa hè.
Một con đường và một tuyến đường sắt chạy dọc theo bán đảo từ đất liền đến thị trấn nằm ở điểm xa nhất, Hel, một địa điểm du lịch nổi tiếng. Các thị trấn, cảng và khu du lịch khác là Jurata, Jastarnia, Kuźnica, Chałupy và Władysławowo.

## Tầm quan trọng của quân đội
Bán đảo Hel (tiếng Đức: Hela) là một phần của Phổ và sau đó là Đức từ năm 1772 đến năm 1919. Sau khi bán đảo trở thành một phần của Cộng hòa Ba Lan thứ hai sau Thế chiến I, nó đã có được ý nghĩa quân sự đáng kể (Hành lang Ba Lan), và được biến thành một khu vực kiên cố, với một đồn trú quân khoảng 3.000. Trong quá trình Trận chiến Hel năm 1939, các lực lượng Ba Lan đã kích hoạt bán đảo tại một thời điểm, biến nó thành một hòn đảo.
Trong những năm Đức chiếm đóng (1939, 191945), hệ thống phòng thủ của Hel được mở rộng hơn nữa và một khẩu súng gồm ba khẩu súng SK C/34 40,6 cm được chế tạo, mặc dù súng đã sớm được chuyển đến Bức tường Đại Tây Dương ở Pháp. Bán đảo vẫn nằm trong tay Đức cho đến khi kết thúc Thế chiến II, khi lực lượng phòng thủ đầu hàng vào ngày 14 tháng 5 năm 1945, sáu ngày sau khi Đức bị đầu hàng.
Sau chiến tranh, khi Hel một lần nữa trở thành một phần của Ba Lan, nó tiếp tục có ý nghĩa quân sự, với phần lớn diện tích dành cho sử dụng quân sự. Pin súng bổ sung được chế tạo trong những năm 1940 và 1950. Ngày nay, nhiều công sự và pin được mở cho khách du lịch, mặc dù một số khu vực của bán đảo vẫn thuộc về Lực lượng Vũ trang Ba Lan.